# Zhukou, Anhui
Zhukou (kinesiska: 渚口) är en socken i östra Kina. Den ligger i Qimen härad i staden Huangshan i provinsen Anhui, omkring 220 kilometer söder om provinshuvudstaden Hefei. Antalet invånare är 5 903. Befolkningen består av 2 627 kvinnor och 3 276 män. Barn under 15 år utgör 15,0 %, vuxna 15-64 år 74 %, och äldre över 65 år 10,0 %.